# Brausenried
Brausenried ist ein Wohnplatz des Aalener Stadtbezirks Wasseralfingen im Ostalbkreis in Baden-Württemberg.

## Beschreibung
Der Weiler liegt etwas über einen Kilometer nordwestlich des Wasseralfinger Kerns und circa vier Kilometer nördlich der Aalener Altstadt. Der Weiler mit vier Hausnummern liegt auf einer Anhöhe über der linken Seite des Kochertals. Der Untergrund besteht aus Goldshöfer Sanden.
Naturräumlich liegt der Ort im Vorland der östlichen Schwäbischen Alb, genauer auf den Goldshöfer Terrassenplatten.

## Geschichte
Brausenried wurde erstmals im Jahre 1392 als Bestandteil der Herrschaft Alfingen erwähnt.